# Dener Jaanimaa
Dener Jaanimaa (* 9. August 1989 in Tallinn, Estnische SSR) ist ein estnischer Handballspieler.

## Karriere
Jaanimaa begann das Handballspielen bei Siili PK und schloss sich später SK Reval-Sport/Kristiine an. Später spielte der Linkshänder beim estnischen Erstligisten Chocolate Boys aus Tallinn. Mit den Chocolate Boys nahm er in der Saison 2007/08 am EHF-Pokal sowie in der Saison 2008/09 am Europapokal der Pokalsieger teil. Im September 2009 wechselte der Rückraumspieler zum schwedischen Erstligisten LIF Lindesberg. Ab 2011 lief Jaanimaa für den deutschen Drittligisten EHV Aue auf, mit dem er eine Saison später in die 2. Handball-Bundesliga aufstieg. 2013 unterschrieb er einen Vertrag beim Bundesligaaufsteiger ThSV Eisenach. Im Sommer 2015 wechselte er zum HSV Hamburg. Nach der Insolvenz des HSV Hamburg unterschrieb Jaanimaa im Januar 2016 beim THW Kiel einen Vertrag bis zum Saisonende, der im Mai 2016 um ein Jahr bis 2017 verlängert wurde. Im September 2016 wechselte er zu MT Melsungen. Im Januar 2018 wechselte er zum TuS N-Lübbecke. Im Sommer 2019 schloss er sich dem ukrainischen Erstligisten HK Motor Saporischschja an. Im Februar 2020 wechselte er zum russischen Verein GK Spartak Moskau, der seit Sommer 2020 unter dem Namen GK ZSKA Moskau antritt. Zur Saison 2021/22 folgte er seinem ehemaligen Kieler Mitspieler Igor Anic zum japanischen Verein Phenix Daido Steel. Nach drei Jahren in Japan schloss er sich dem kuwaitischen Verein Al-Sulaibikhat SC an.
Jaanimaa gehört dem Kader der estnischen Nationalmannschaft an.